# Вулиця Протасів Яр
Ву́лиця Прота́сів Я́р — вулиця у Солом'янському районі міста Києва, місцевості Протасів Яр, Олександрівська слобідка. Пролягає від залізничного шляхопроводу та вулиць Миколи Грінченка і Лінійної до Солом'янської вулиці.
Прилучаються вулиці Нововокзальна, Городня, Миколи Амосова і Докучаєвська.

## Історія
Вулиця виникла наприкінці XIX  століття (не пізніше 1899 року) під нинішньою назвою (від урочища Протасів Яр, у якому вулицю прокладено). На деяких картосхемах початку ХХ століття зазначена також як вулиця Протасова (за ім'ям Протасових — землевласників цієї місцевості). Після 1917 року набула назву вулиця Степана Разіна (відмічена на карті міста 1930 року), яку було підтверджено 1944 року, на честь С. Т. Разіна. Історичну назву вулиці було відновлено 1991 року.
Протягом 2002—2003 років вулицю було ґрунтовно реконструйовано — замість неширокої звивистої дороги прокладено швидкісну автомагістраль. Тоді ж вулицею прокладено нову тролейбусну лінію, яку було урочисто відкрито, разом із реконструйованою вулицею, 23 серпня 2003 року.

## Особливості вулиці
Забудова присутня лише в початковій частині вулиці. Решта вулиці пролягає серед пагорбів та урвищ, вкритих зеленими насадженнями. При цьому перепад висот між початком та кінцем вулиці становить понад 50 метрів.

## Галерея

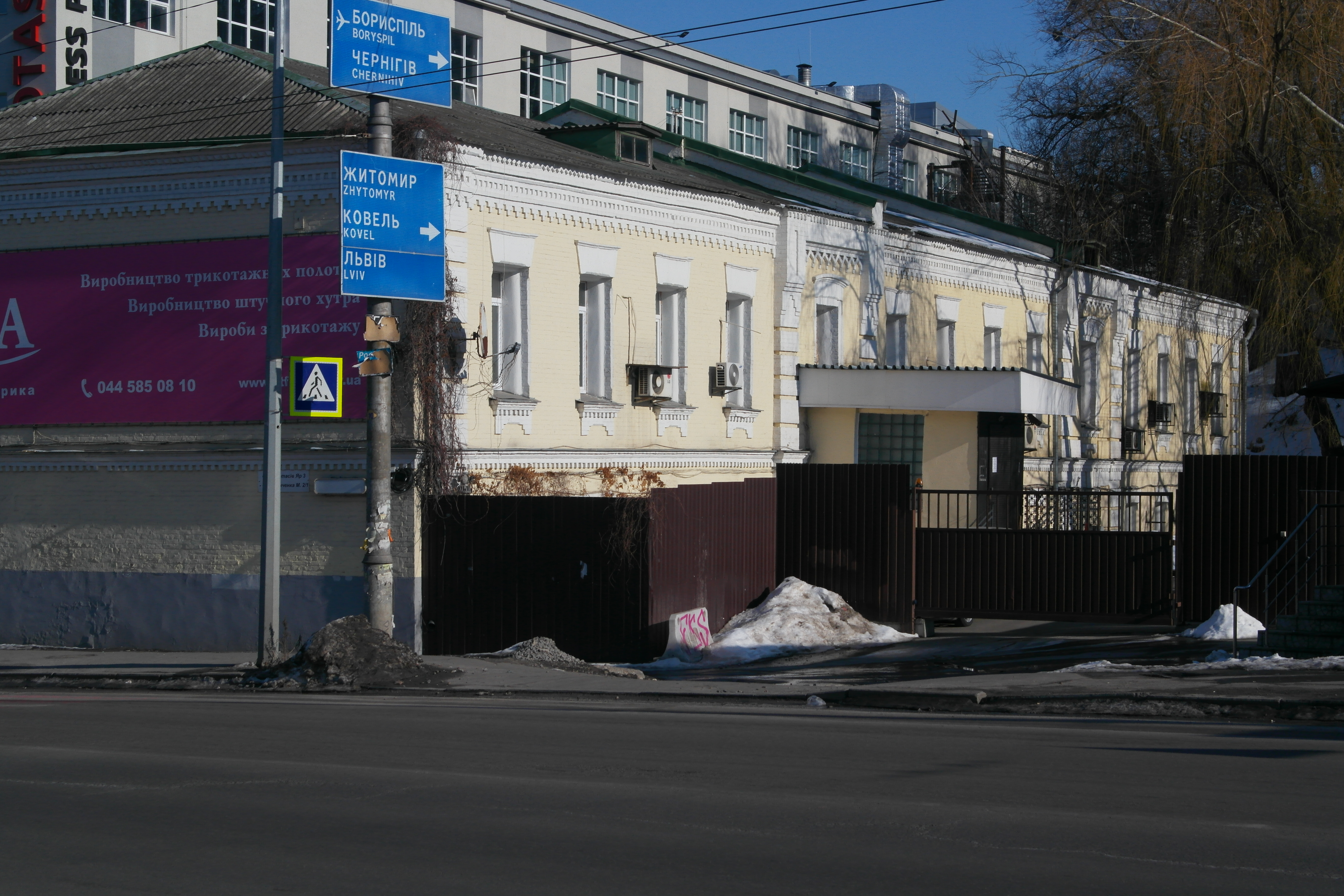
Протасів Яр, 3, одна з будівель колишнього військового сухарного заводу (1885−1886 рр.), знесена 2020 р.
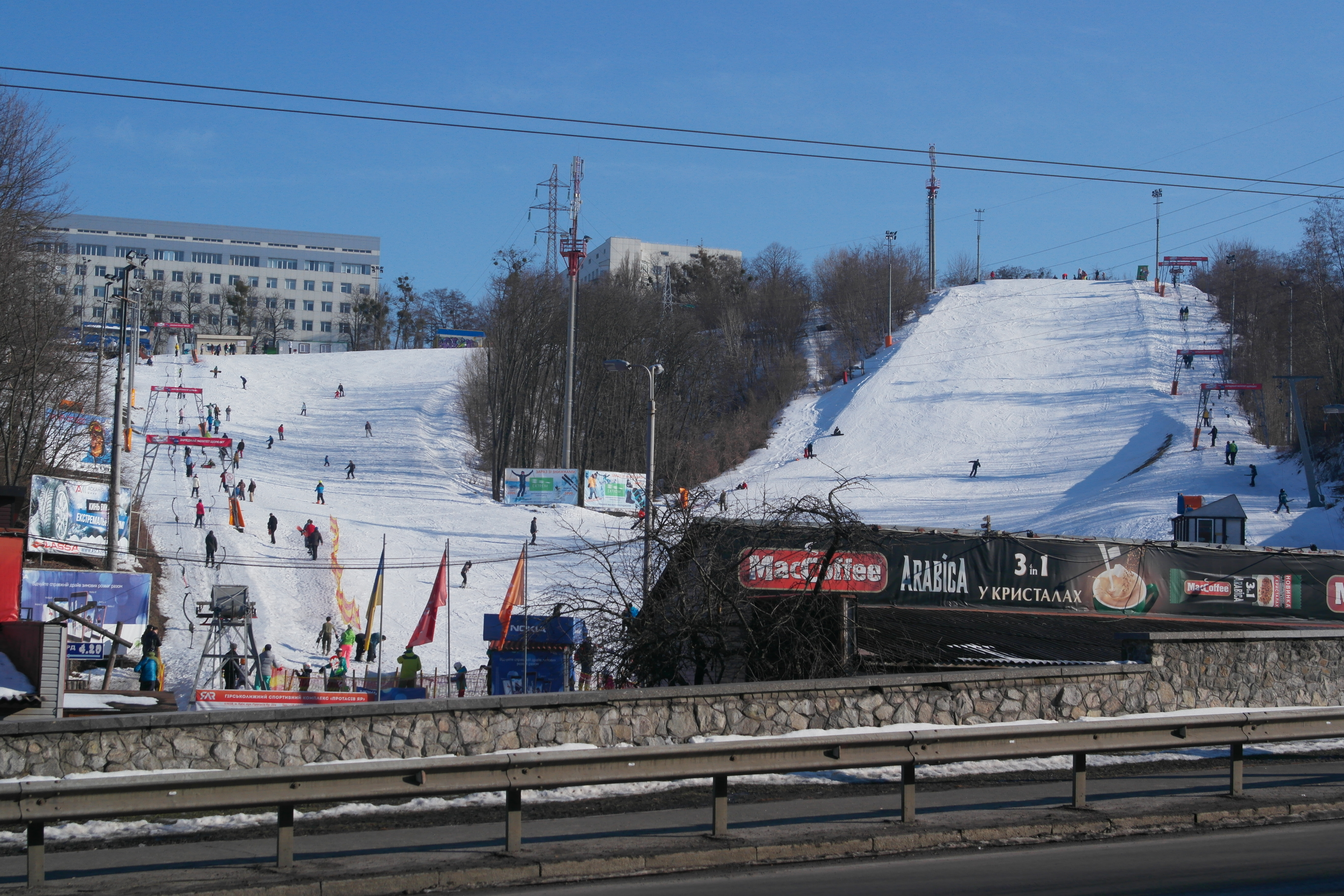
Гірськолижний спортивно-оздоровчий комплекс «Протасів Яр»
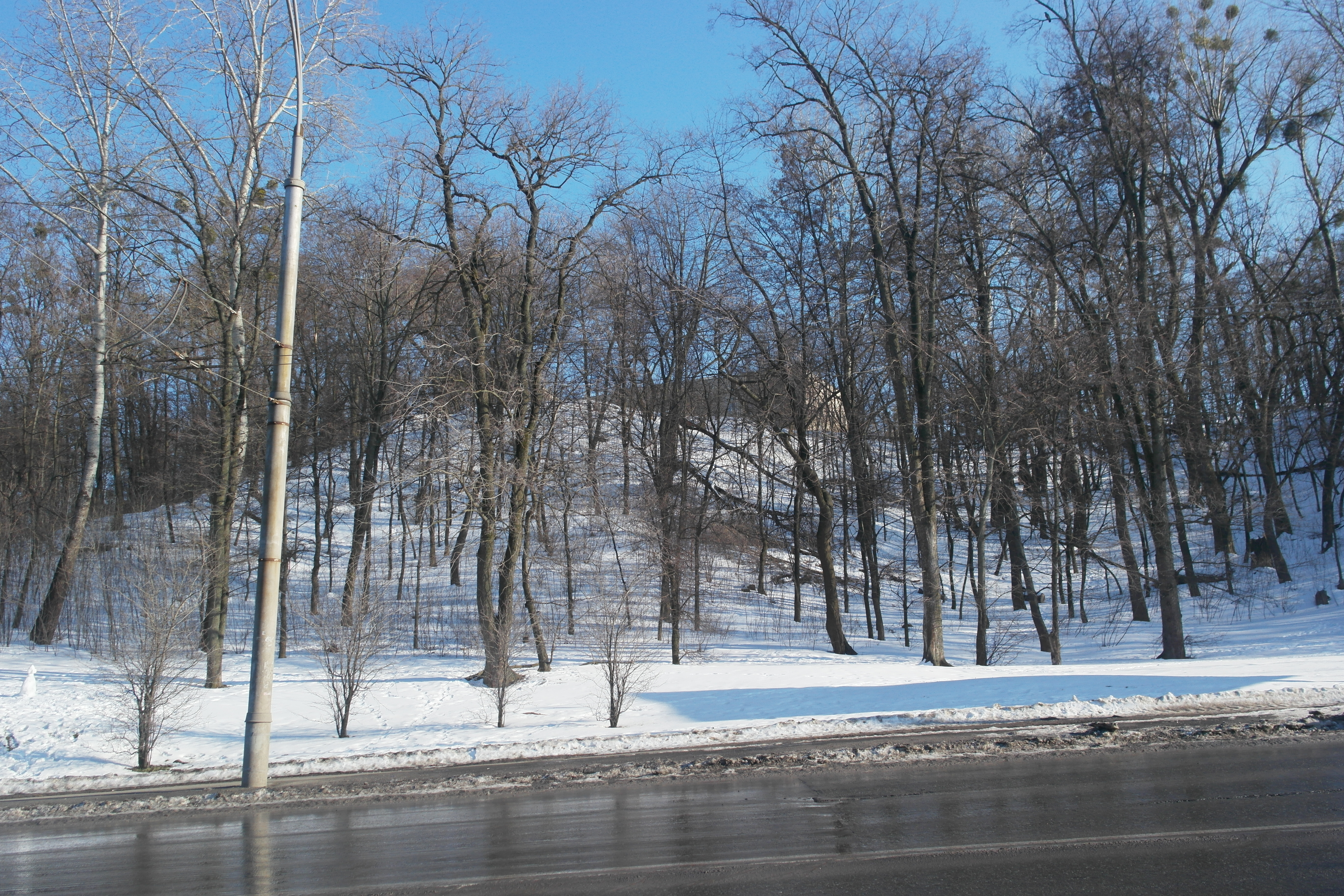
Байкова гора, узвіз Протасів Яр
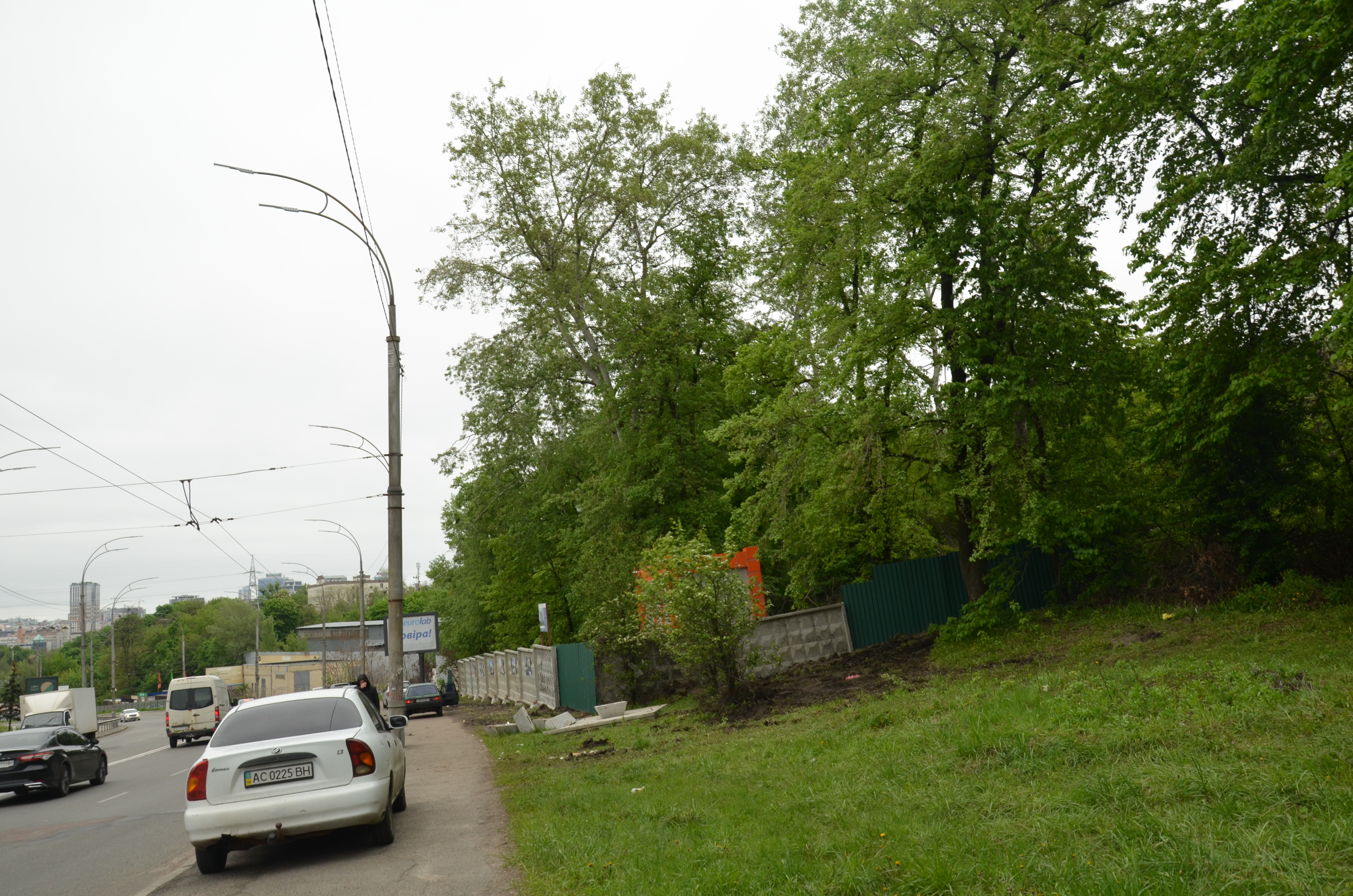
Будмайданчик ЖК Tourbillon, незаконна забудова, ідуть суди